# Howard Cooke
Sir Howard Felix Hanlan Cooke (ur. 13 listopada 1915 w Goodwill w parafii Saint James, zm. 11 lipca 2014) – polityk jamajski, gubernator generalny Jamajki w latach 1991-2006.
Cooke został senatorem w 1962, w latach 70. pełnił funkcje ministerialne w rządzie Michaela Manleya.